# Kuikhornstervaart
De Kuikhornstervaart (Fries en officieel: Kûkhernster Feart) is een kanaal in het noordoosten van de Nederlandse provincie Friesland.
Het kanaal is een schakel in de verbinding tussen het Dokkumergrootdiep en het Bergumermeer. Andere schakels in deze verbinding zijn de Nieuwe Zwemmer (Nije Swemmer), de Petsloot en de Nieuwe Vaart. De Kuikhornstervaart begint bij de Nieuwe Vaart bij Kuikhorne, loopt onder de N355 door en mondt ten oosten van de elektriciteitscentrale bij Bergum uit in de noordzijde van het Bergumermeer.